# 180-мм артиллерийская установка МК-3-180
180-мм артиллерийская установка МК-3-180 — советская корабельная трёхорудийная башенная артиллерийская установка калибра 180 мм. В качестве артиллерии главного калибра устанавливалась на крейсерах проекта 26 и проекта 26-бис. Две артиллерийские установки с крейсера «Киров» были сохранены и установлены в качестве памятника.

## Проектирование и испытания
Первоначально для лёгких крейсеров пр. 26 предполагалась установка трёх двухорудийных 180-мм башен. Проект такой установки был разработан в конструкторском бюро (КБ) Ленинградского металлического завода имени И. В. Сталина (ЛМЗ) с итальянской помощью. Оба ствола находились в одной люльке (установка «итальянского типа»). Проект рассмотрен 5 октября 1934 года на совещании в АНИМИ. В ходе рассмотрения представители АНИМИ выдвинули «встречный» проект трёхорудийных башен .
Так родилась идея 180-мм трёхорудийной башенной установки МК-3-180. КБ ЛМЗ приступило к выпуску рабочих чертежей, минуя этап разработки и утверждения технического проекта. Эта работа велась под руководством А. А. Флоренского и была закончена в IV квартале 1935 года. Проектирование трёхорудийной 180-мм качающейся части, получившей обозначение Б-27, проводило КБ завода «Большевик» под руководством Д. Ф. Устинова и А. Г. Гаврилова .
Впервые все три ствола крупного калибра находились в одной люльке, то есть с одним приводом вертикального наведения. При такой компоновке одно удачное попадание неприятельского снаряда могло вывести всю башню из строя, в то время как аналогичное попадание в башню с индивидуальной системой вертикального наведения для каждого орудия вывело бы из строя только одно орудие. Расчёт был прост: поскольку двухорудийный вариант все равно предусматривал размещение орудий в одной люльке, а вероятность попадания в двухорудийную и трёхорудийную башни практически равна, то при выводе из строя одной башни в первом варианте корабль останется с четырьмя орудиями, а во втором — с шестью. К тому же, как показали расчёты, трёхорудийная башня (без учёта массы самих орудий) оказалась всего на 30 т тяжелее двухорудийной .
Опытная качающаяся часть Б-27, изготовленная на заводе «Большевик», была доставлена на НИАП в ноябре 1936 г. Для стрельбы качающуюся часть Б-27 установили на станок 356-мм полигонной установки, которая была специально приспособлена для монтажа Б-27 . Заводские испытания на НИМАПе 22—28 ноября 1936 года выявили неудовлетворительную работу противооткатных устройств. Повторные испытания были проведены с 30 декабря 1936-го по 3 января 1937 года. После доработок, в феврале — мае 1937 года прошли контрольные испытания .
Первые три башни для «Кирова» изготовил Ленинградский металлический завод. Монтаж башен на лёгком крейсере Киров закончили летом 1937 г., а первые стрельбы на крейсере провели 15—17 сентября. Они вызвали массу замечаний. Окончательные корабельные испытания МК-3-180 состоялись в период с 4 июля по 23 августа 1938 года. Заключение комиссии гласило: «МК-3-180 подлежит передаче в эксплуатацию личному составу и на войсковое испытание». Установку сдали кораблю со скорострельностью два выстр./мин вместо шести по проекту. К плановой боевой подготовке при исправно работающей материальной части артиллеристы «Кирова» смогли приступить только в 1940 году. В дальнейшем производство башен было передано на Николаевский судостроительный завод № 198 имени Марти, который по чертежам ЛМЗ выпускал установки МК-3-180 для последующих крейсеров проектов 26 и 26-бис .

## Конструкция башни
Башенная установка МК-3-180 была бронированной. Качающаяся часть Б-27 включала в себя три орудия Б-1-П в одной люльке.
Затвор системы «Виккерс», двухтактный двухступенчатый поршневой. Затвор опрокидывался вверх, для облегчения отпирания имелся грузовой противовес. Противооткатные устройства помещались в теле люльки. Тормоз отката — гидравлический, веретённого типа. Накатники — гидропневматические. Каждый ствол имел один тормоз отката и два накатника. Люлька неразъемная. изготовленная из одной поковки. Противооткатные устройства располагались в её нижней части. Досылка снарядов и полузарядов броскового типа осуществлялась пневматическим досылателем. Боезапас подавался из перегрузочного отделения в боевое при помощи тросовых элеваторов с толкачом, имеющим электромеханический и ручной приводы. Для каждого орудия имелся свой элеватор, толкач элеватора имел три клапана — один для снарядов и два — для полузарядов. Из тросового элеватора боезапас подавался непосредственно в качающийся лоток, расположенный в боевом отделении. При открывании затвора лоток опрокидывался с линии загрузки на угол заряжания, а после заряжания орудия занимал прежнее положение для принятия боезапаса на следующий выстрел . Орудия после выстрела продувалось сжатым воздухом .
В особой выгородке башни смонтирован 6-метровый стереодальномер ДМ-6. В кормовой части башни размещался башенный центральный пост с башенным автоматом стрельбы .

## Боеприпасы
Боекомплект состоял из 300 (по 100 на орудие) бронебойных, полубронебойных, осколочно-фугасных, практических снарядов и дистанционных гранат в комплекте с усиленно-боевыми, боевыми, пониженно-боевыми и уменьшенными зарядами. Кроме этого, на корабле имелись согревательные выстрелы, как обычные, так и беспламенные (для применения ночью). Погреба артиллерийского боезапаса оборудовались системой аэрорефрижерации, вентилировавшей их охлаждённым в специальных термотанках воздухом температурой не выше 25 °C. В случае опасности возгорания или при пожаре полагалось включать систему орошения и затопления погребов .
В первом квартале 1941 г. завод «Большевик» должен был изготовить 50 снарядов для сверхдальней стрельбы. Эти снаряды были легче обычных и за счёт этого достигалась начальная скорость 1275 м/с и дальность порядка 50-55 км. Из-за большого рассеивания данные снаряды предназначались исключительно для поражения площадных береговых целей и на вооружение так и не поступили .
| Характеристики снарядов калибра 180/75 | Характеристики снарядов калибра 180/75 | Характеристики снарядов калибра 180/75 | Характеристики снарядов калибра 180/75 |
| Наименование снаряда                   | Вес, кг                                | Фугасность, кг/%                       | Взрыватель                             |
| -------------------------------------- | -------------------------------------- | -------------------------------------- | -------------------------------------- |
| Бронебойный обр. 1928 г.               | 97,5                                   | 2,6/2,1                                | КТМБ                                   |
| Полубронебойный обр. 1928 г.           | 97,5                                   | 7/7,2                                  | КТМБ                                   |
| Осколочно-фугасный обр. 1928 г.        | 97,5                                   | 7,86/8,1                               | РГМ                                    |
| Дистанционная граната обр. 1928 г.     | 97,5                                   | 7,52/7,7                               | ВМ-16, ВМ-16М                          |
| Практический обр. 1928 г.              | 97,5                                   | -                                      | -                                      |

| Характеристики зарядов калибра 180/75    | Характеристики зарядов калибра 180/75 | Характеристики зарядов калибра 180/75 | Характеристики зарядов калибра 180/75 |
| Наименование заряда                      | Вес, кг                               | Начальная скорость снаряда, м/с       | Наибольшая досягаемость снаряда, м/кб |
| ---------------------------------------- | ------------------------------------- | ------------------------------------- | ------------------------------------- |
| Усиленно-боевой                          | 37,5                                  | 920                                   | 37 494/205                            |
| Боевой                                   | 30                                    | 800                                   | 28 532/156                            |
| Пониженно-боевой                         | 28                                    | 720                                   | 24 326/133                            |
| Уменьшенный                              | 18                                    | 600                                   | 18 656/102                            |
| Согревательный                           | 10                                    | -                                     | -                                     |
| Согревательный для беспламенной стрельбы | 6                                     | -                                     | -                                     |

## Приборы управления стрельбой
Каждая артиллерийская башня МК-3-180 имела :
- 6-метровый стереодальномер ДМ-6;

| Характеристики корабельного дальномера ДМ-6   | Характеристики корабельного дальномера ДМ-6 |
| Характеристики                                | ДМ-6                                        |
| --------------------------------------------- | ------------------------------------------- |
| Принцип измерения                             | стереодальномер                             |
| База, м                                       | 6                                           |
| Увеличение, крат                              | 14 и 28                                     |
| Поле зрения, град., мин                       | 1.48 и 1.30                                 |
| Пределы измерения дистанции, кб (гм)          | 18-250                                      |
| Пределы автоматической передачи дистанции, кб | 18-250                                      |
| Пределы индивидуального ВН, град., мин        | +/- 30                                      |
| Полная длина, мм                              | 6405                                        |
| Диаметр трубы, мм                             | 300                                         |
| Вес дальномера, кг                            | 560                                         |

- один командирский визир ВБ;
- один прицельный визир МБ;

| Характеристики корабельных визиров ВБ и МБ | Характеристики корабельных визиров ВБ и МБ | Характеристики корабельных визиров ВБ и МБ | Характеристики корабельных визиров ВБ и МБ | Характеристики корабельных визиров ВБ и МБ | Характеристики корабельных визиров ВБ и МБ | Характеристики корабельных визиров ВБ и МБ |
| Марка визира                               | Увеличение, крат                           | Поле зрения, град., мин                    | Перископичность, мм                        | Предел визирования по ГН, град.            | Предел визирования по ВН, град.            | Вес, кг                                    |
| ------------------------------------------ | ------------------------------------------ | ------------------------------------------ | ------------------------------------------ | ------------------------------------------ | ------------------------------------------ | ------------------------------------------ |
| ВБ                                         | 5-12                                       | 9.0-3.45                                   | 925                                        | -24/+24                                    | -8/+70                                     | 132                                        |
| МБ                                         | 5-12                                       | 9.0-3.46                                   | 925                                        | -24/+24                                    | -8/+70                                     | 198,5                                      |

- башенный центральный пост с башенным автоматом стрельбы (решаемые задачи — наведение башни по данным центральной наводки, наведение башни по данным прицельной наводки, самостоятельная стрельба башни по видимой цели, использование башни в качестве резервного дальномерного поста)[11].